# Lathys alberta
Lathys alberta là một loài nhện trong họ Dictynidae.
Loài này thuộc chi Lathys. Lathys alberta được Willis J. Gertsch miêu tả năm 1946.